# Евтимиос Калеврас
Евтимиос Калеврас (на гръцки: Ευθύμιος Καλεβράς) е гръцки скулптор от XX век.

## Биография
Роден е в катеринското село Катахас в 1929 година в семейството на понтийски гърци бежанци от Турция. Учи скулптура при Танасис Апартис в Училището за изящни изкуства в Атина. Завършва обучението си през 1967 година и започва да участва в самостоятелни и групови изложби през 70-те години на XX ек. В същото време печели първа награда в много скулптурни конкурси. Освен Апартис е повлиян от големи творци като Хенри Мур и Огюст Роден.
Автор е на много бюстове и статуи, като тези на археолога Манолис Андроникос в Солун и революционера Николаос Касомулис. Негови творби украсяват и места като Паметника на националната съпротива в дем Ставруполи в Солун и Понтийския хероон в Калитея. Автор е на Мемориала на холокоста от Санда в „Света Богородица Сумела“ и Паметника на понтийския свещеник и учител в Солун. Много от скулптурите му са в частни колекции в Гърция и САЩ.
Член е на Камарата на изящните изкуства на Гърция, на Асоциацията на гръцките скулптури и почетен член на Асоциацията на изящните изкуства на ном Пиерия.
Умира на 11 декември 2011 година в Солун.
- Статуя на Николаос Касомулис в Солун
- Бюст на Евтимиос Каудис в Солун, 1976 година
- Бюст на Александрос Петридис в Солун, 1979 година